# معین
نصرالله معین نجف‌آبادی (زادهٔ ۲۹ دی ۱۳۳۰ نجف آباد) که با نام هنری معین شناخته می‌شود، خوانندهٔ موسیقی پاپ و سنتی ایرانی ساکن لس‌آنجلس است. او از ۱۸ سالگی فعالیت خود را در موسیقی و آواز آغاز کرد و مدتی نیز از آموزش‌های هنرمندانی چون تاج اصفهانی و حسن کسایی بهره برد. نخستین ترانهٔ رسمی او، قطعهٔ «یکی را دوست می‌دارم» بود که در سال ۱۳۵۷ انتشار یافت و سبب شهرت او شد.
معین پس از وقوع انقلاب اسلامی ۱۳۵۷ ایران و در نتیجهٔ اعمال محدودیت‌هایی برای فعالان عرصهٔ موسیقی، به ایالات متحدهٔ آمریکا مهاجرت کرد و در آنجا فعالیت خود را با انتشار نخستین آلبوم رسمی خود به‌نام «می‌پرستم» پِی گرفت. عموم آثار شنیده‌شده از معین، حاصل همکاری‌های او با دیگر هنرمندان مهاجر ایرانی است. وی در کارنامهٔ هنری خود، ۲۶ آلبوم رسمی ثبت کرده است که آخرین آن، «ماندگار» نام دارد و در سال ۱۳۹۸ منتشر شد. معین تاکنون برنامه‌های متعددی در تالارهای مطرح جهان از جمله «تالار یونیورسال» و تالار روباز «گریک تئاتر» لس‌آنجلس، و «خانهٔ اوپرا دبی» اجرا کرده است. وی در رشتهٔ موسیقی تحصیل کرده است. از وی به عنوان جاودان صدای عشق یاد می‌شود.

## سال‌های ابتدایی

معین در هتل شاه عباس اصفهان

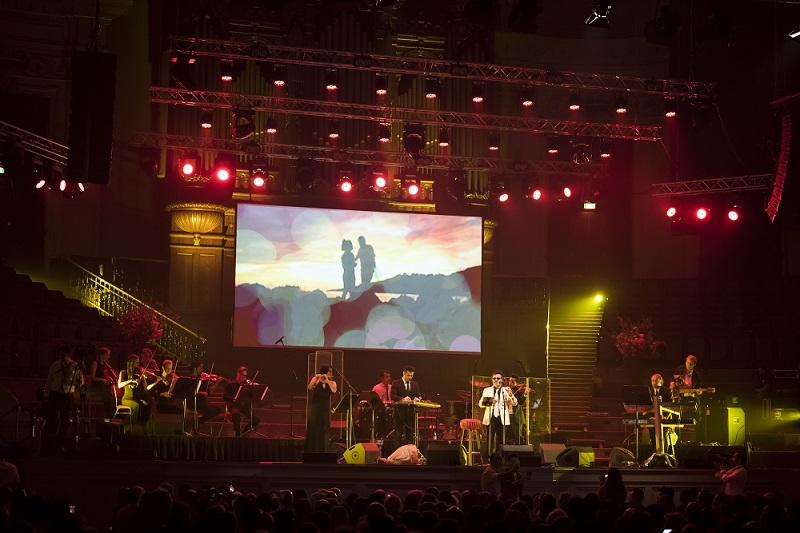
معین در کنسرت خباو - آمستردام

معین با نام اصلی نصرالله معین نجف‌آبادی در روز یکشنبه ۲۹ دی ۱۳۳۰ در نجف‌آباد واقع در استان اصفهان در خانواده‌ای مذهبی و از نظر مالی در سطح متوسط و پرجمعیت به دنیا آمد. معین هفتمین فرزند خانواده‌اش است. او در دوران نوجوانی و جوانی قرآن را با صوت و اشعار و غزلیات شُعرای بزرگ را می‌خواند و در همان دوران با دوستان خود در مجالس، برنامه‌های بسیاری در شهر خود و دیگر شهرهای استان اصفهان اجرا می‌کرد. وی از دوران کودکی علاقهٔ خود را به آواز نشان داد.
او فعالیت هنری خود را به‌عنوان خواننده رادیو آغاز کرد ها از همان دوره، صدایش مورد توجه گسترده قرار گرفت.
از سال ۱۳۴۹ تا ۱۳۵۷ در رادیو اصفهان و هتل عباسی اصفهان و کاباره هزار و یک شب به اجرای برنامه مشغول شد.
معین نخستین ترانهٔ خود را در سال ۱۳۵۷ در تهران با عنوان «یکی را دوست می‌دارم» روانهٔ دنیای موسیقی کرد. «یکی را دوست می‌دارم» با ترانه‌ای از مسعود امینی (آواز ابتدایی از ایرج بقایی کرمانی) و آهنگی از معین آنچنان در میان مردم جا باز کرد که پس از مدتی کوتاه از مرزهای ایران گذشت و توسط دیگر خوانندگان ایرانی که پس از انقلاب به آمریکا مهاجرت کرده‌بودند اجرا شد. هایده، عارف و ابی از جمله معروف‌ترین این خوانندگان بودند. با انتشار این ترانه، معین یک شبه راه صد ساله را پیمود و به آوازه‌خوانی نامی تبدیل شد.
معین در سال‌های اخیر در ایران مورد استقبال گسترده‌ای قرار گرفته و کنسرت‌هایی در سراسر جهان اجرا کرده است. از او به‌عنوان «جاودان صدای عشق» یاد می‌شود.

## خارج از ایران
فعالیت جدی معین از سال‌های آغازین دههٔ ۱۳۶۰ خورشیدی در آمریکا آغاز شد. معین در سال ۱۳۶۲ (۱۹۸۳ میلادی) نخستین آلبوم مستقل خود را با نام «می‌پرستم» توسط شرکت ترانه راهی بازار کرد. معین در طول دوران فعالیت خود با شماری از آهنگسازان برجستهٔ موسیقی پاپ ایران چون انوشیروان روحانی، صادق نوجوکی، محمد حیدری، جهانبخش پازوکی، کاظم عالمی، حسن شماعی‌زاده، منوچهر چشم‌آذر، فرید زلاند، آندرانیک، سیاوش قمیشی و بابک بیات همکاری داشته است. وی با ترانه‌سرایان سرشناسی همچون لیلا کسری، هما میرافشار، مسعود امینی، اردلان سرفراز، شهیار قنبری، مسعود فردمنش، همایون هوشیارنژاد، ژاکلین و زویا زاکاریان نیز همکاری و نیز با هایده هم‌خوانی داشته است.
معین پس از مهاجرت به آمریکا، با آهنگساز سرشناس ایرانی صادق نوجوکی همکاری کرد که حاصل این همکاری، آلبوم‌های «ننه (به تو می‌اندیشم)» و «خاطره ۷» و ترانه‌هایی همچون «طناز»، «ارباب وفا» و… است که در محبوبیت معین تأثیر چشم‌گیری داشته‌اند.
معین با انتشار آلبوم ماندگار «کعبه» در سال ۱۳۶۵، پرفروش‌ترین آلبوم سال را منتشر کرد. پس از آن نیز معین و هایده زوج هنری موفقی تشکیل داده و موفق به تولید پرفروش‌ترین آلبوم سال ۱۳۶۶ یعنی «گل‌های غربت ۱» شده‌بودند. معین در طول دورهٔ فعالیت خود برنامه‌های گوناگونی را در سراسر جهان اجرا کرده است. از جمله کنسرت‌های موفق او می‌توان به کنسرت در یونیورسال آمفی تئاتر در لس‌آنجلس در سال ۱۹۹۲ (به رهبری آندرانیک) اشاره کرد.
معین در سال ۱۳۷۹ آلبوم «پرواز» را منتشر کرد و دو سال بعد، در سال ۱۳۸۱ آلبوم موفق «لحظه‌ها» را روانهٔ بازار کرد. وی در این آلبوم با شاعران و آهنگ‌سازانی همچون حسن شماعی‌زاده، هما میرافشار و بابک رادمنش همکاری داشت. از کارهای موفق این آلبوم می‌توان به «لحظه‌ها»، «فراموشم نکن»، «قسم نخور» و «شبای رفتن تو» اشاره کرد. پس از ۵ سال سکوت، در پاییز سال ۱۳۸۶، آلبوم «طلوع» را که حاصل همکاری او با بابک بیات، بابک صحرایی، فضل‌الله توکل، صادق نوجوکی و کاظم عالمی بود منتشر کرد. معین پس از این آلبوم، به‌تدریج به ارائه و انتشار تک‌آهنگ‌های گوناگونی چون «خاطره»، «همدم»، «شمال»، «خونهٔ آرزو» و… پرداخت. وی پس از گذشت ۱۲ سال از آخرین آلبوم خود، در ۳۰ دی ۱۳۹۸ آلبوم «ماندگار» را منتشر کرد که در این آلبوم با شاعران و آهنگ‌سازانی همچون افشین مقدم، افشین یداللهی، روزبه بمانی، هما میرافشار، بابک زرین، محمد حیدری و فضل‌الله توکل همکاری کرده است؛ این آلبوم تاکنون آخرین آلبوم او به‌شمار می‌رود.

## زندگی شخصی
معین در سال ۱۳۶۸ در سن ۳۸ سالگی با خانمی اسپانیایی ازدواج کرد. وی در همان سال آلبوم «صبحت بخیر عزیزم» را روانهٔ بازار کرد. دو سال بعد یعنی در سال ۱۳۷۰ اولین فرزندش، پریچه (پری کوچک) متولد شد.
معین در سال ۱۳۷۴ از همسر خود جدا شد، و تا مدتی با دختر خردسالش تنهایی زندگی می‌کرد و در این زمان آهنگ "بابا (چشماتو وا کن و ببین)" را برای حال و روز دخترش، که از مادر جدا شده بود خواند. وی در سال ۱۳۷۸ برای بار دوم ازدواج کرد. همسر دوم وی خانمی ایرانی به‌نام «پانته‌آ» است که از وی دختری به‌نام «ستاره» دارد. معین هم‌اکنون مقیم آمریکا است و در انسینو، لس‌آنجلس زندگی می‌کند.

## همکاری با دیگر هنرمندان
معین در سال ۱۹۸۶ در آلبوم «سال» با هایده، مهستی و انوشیروان روحانی همکاری کرد. او در این آلبوم، ترانه‌های «هوس» و «آواز جدایی» را اجرا کرد. چندی بعد با هایده و محمد حیدری در آلبوم «گل‌های غربت ۱» همکاری کرد و در آن ترانه «دلم گرفت» را اجرا کرد. معین در سال ۱۹۸۸ با اجرای ترانهٔ «طنین صلح» که برای پایان جنگ ایران و عراق توسط فرخ آهی با شعری از لیلا کسری ساخته شد با گروهی از خوانندگان ایرانی مقیم لس‌آنجلس همکاری کرد.
سیاوش قمیشی در سال ۱۳۹۱ آهنگ «پرنده» را ساخت و آن را برای نخستین بار در سال‌های فعالیت خوانندگی‌اَش به‌صورت مشترک با معین ضبط کرد.

## بازگشت به ایران
محمدمهدی اسماعیلی، وزیر فرهنگ و ارشاد جمهوری اسلامی ایران، در تاریخ ۲۰ دی ۱۴۰۲ در پاسخ به سؤال خبرنگاری مبنی بر اجازه فعالیت افرادی مانند معین در ایران گفت: «حضورشان در ایران هیچ مشکلی ندارد، اجازه فعالیت بحث دیگری‌ست. آن‌هم طبق قوانین انجام می‌شود. هرچه دربارهٔ هر فردی انجام می‌شود، دربارهٔ ایشان هم صادق است. قانون حاکم است.»
حسن شماعی‌زاده نیز از جانب معین نَقلِ قولی را منتشر کرد و مدعی شد که معین در تماسی تلفنی با وی احتمال بازگشت به ایران را رد کرده است.

## ترانهٔ «سفر»
ترانه «سفر» با مَطلَع (سفر کردم که از یادم بری دیدم نمیشه…) از ترانه‌های معین با آهنگسازی فرید زلاند با شعری از لیلا کسری است. مصطفی کیایی با ساختن فیلم ضدگلوله قصه فردی را روایت کرد که تحت تأثیر این ترانه با صدای معین قرار گرفته و زندگی‌اش تغییر می‌کند.

## ترانه‌شناسی

### آلبوم‌های استودیویی
| نام آلبوم                 | سال انتشار | ناشر          | توضیحات                                         |
| ------------------------- | ---------- | ------------- | ----------------------------------------------- |
| می‌پرستم                   | ۱۳۶۲ ۱۹۸۳  | شرکت ترانه    |                                                 |
| بیشتر و بیشتر (انتخابی ۲) | ۱۳۶۳ ۱۹۸۴  | شرکت ترانه    | مشترک با شماعی‌زاده، عارف، مهستی و نازی افشار    |
| آرزو                      | ۱۳۶۳ ۱۹۸۴  | شرکت ترانه    |                                                 |
| لالایی (شانه‌هایت)         | ۱۳۶۴ ۱۹۸۵  | شرکت ترانه    | مشترک با هایده، ابی و داریوش                    |
| ترانهٔ سال                 | ۱۳۶۴ ۱۹۸۵  | کلتکس رکوردز  | مشترک با هایده و مهستی                          |
| کعبه                      | ۱۳۶۵ ۱۹۸۶  | شرکت ترانه    |                                                 |
| گل‌های غربت ۱              | ۱۳۶۶ ۱۹۸۷  | شرکت ترانه    | مشترک با هایده                                  |
| گلباران ۳                 | ۱۳۶۶ ۱۹۸۷  | پارس ویدئو    | مشترک با آندرانیک، ابی، هایده، مهستی و علی نظری |
| نیایش دلبر در سفر         | ۱۳۶۶ ۱۹۸۷  | پارس ویدئو    | مشترک با ابی و داریوش                           |
| بی‌بی گل                   | ۱۳۶۷ ۱۹۸۸  | شرکت ترانه    |                                                 |
| خاطرهٔ ۶ (سفره)            | ۱۳۶۷ ۱۹۸۸  | شرکت ترانه    | مشترک با هایده و صادق نوجوکی                    |
| صبحت بخیر عزیزم           | ۱۳۶۸ ۱۹۸۹  | شرکت ترانه    |                                                 |
| اصفهان                    | ۱۳۶۹ ۱۹۹۰  | پارس ویدئو    | مشترک با فائزه                                  |
| به تو می‌اندیشم            | ۱۳۷۰ ۱۹۹۱  | شرکت ترانه    |                                                 |
| نماز                      | ۱۳۷۱ ۱۹۹۲  | کلتکس رکوردز  |                                                 |
| خاطرهٔ ۷                   | ۱۳۷۲ ۱۹۹۳  | شرکت ترانه    | مشترک با شهره                                   |
| تولد عشق                  | ۱۳۷۳ ۱۹۹۴  | شرکت ترانه    |                                                 |
| مسافر (گل‌های غربت ۳)      | ۱۳۷۴ ۱۹۹۵  | شرکت ترانه    |                                                 |
| پنجره                     | ۱۳۷۶ ۱۹۹۷  | شرکت ترانه    |                                                 |
| معما                      | ۱۳۷۷ ۱۹۹۸  | کلتکس رکوردز  |                                                 |
| پرواز                     | ۱۳۷۹ ۲۰۰۰  | کلتکس رکوردز  |                                                 |
| لحظه‌ها                    | ۱۳۸۱ ۲۰۰۲  | کلتکس رکوردز  |                                                 |
| طلوع                      | ۱۳۸۶ ۲۰۰۷  | ام‌زی‌ام رکوردز |                                                 |
| ماندگار                   | ۱۳۹۸ ۲۰۲۰  | پریچه آواز    |                                                 |

### آلبوم‌های اجرای زنده
| نام آلبوم                 | سال انتشار | ناشر       | منابع  |
| ------------------------- | ---------- | ---------- | ------ |
| کنسرت یونیورسال آمفی‌تیاتر | ۱۳۷۱ ۱۹۹۲  | شرکت ترانه | [ ۱۳ ] |

### آلبوم‌های گردآوری شده
| نام آلبوم               | سال انتشار | ناشر         | منابع  |
| ----------------------- | ---------- | ------------ | ------ |
| یکی را دوست می‌دارم      | ۱۳۶۹ ۱۹۹۰  | شرکت ترانه   | [ ۱۴ ] |
| سفر                     | ۱۳۶۹ ۱۹۹۰  | شرکت ترانه   | [ ۱۵ ] |
| پریچه                   | ۱۳۷۰ ۱۹۹۱  | پارس ویدیو   | [ ۱۶ ] |
| هوس                     | ۱۳۷۱ ۱۹۹۲  | شرکت ترانه   | [ ۱۷ ] |
| خالق                    | ۱۳۷۵ ۱۹۹۶  | شرکت آونگ    |        |
| عاشقانه‌ها               | ۱۳۸۲ ۲۰۰۳  | شرکت ترانه   | [ ۱۸ ] |
| مست                     | ۱۳۸۲ ۲۰۰۳  | شرکت ترانه   | [ ۱۹ ] |
| دنیای عشق               | ۱۳۸۵ ۲۰۰۶  | کلتکس رکوردز | [ ۲۰ ] |
| ریتم موسیقی             | ۱۳۸۵ ۲۰۰۶  | کلتکس رکوردز | [ ۲۱ ] |
| آهنگ‌های طلایی (جلد اول) | ۱۳۸۷ ۲۰۰۸  | شرکت ترانه   | [ ۲۲ ] |
| آهنگ‌های طلایی (جلد دوم) | ۱۳۹۰ ۲۰۱۱  | شرکت ترانه   | [ ۲۳ ] |

### تک‌آهنگ‌ها
| نام آهنگ           | ترانه‌سرا         | آهنگ‌ساز           | تنظیم‌کننده                | سال انتشار | توضیحات                                  |
| ------------------ | ---------------- | ----------------- | ------------------------- | ---------- | ---------------------------------------- |
| خاطره‌ها            | ترانه مکرم       | سیروان خسروی      | سیروان خسروی              | ۱۳۸۸ ۲۰۱۰  |                                          |
| همدم               | افشین مقدم       | علیرضا افکاری     | علیرضا افکاری             | ۱۳۸۹ ۲۰۱۱  |                                          |
| خون سیاوش          | بابک صحرایی      | بابک بیات         | کاظم عالمی                | ۱۳۹۰ ۲۰۱۱  | ملی-حماسی                                |
| دلم تنگته          | مریم دلشاد       | بابک زرین         | آرت کارتالیان             | ۱۳۹۰ ۲۰۱۱  |                                          |
| مجنون              | توحید عظیمی      | توحید عظیمی       | پیام شمس                  | ۱۳۹۰ ۲۰۱۲  |                                          |
| مردم               | افشین مقدم       | علیرضا افکاری     | علیرضا افکاری             | ۱۳۹۱ ۲۰۱۲  | مضمون اجتماعی                            |
| گل ناز دارُم        | مسعود بختیاری    | مسعود بختیاری     | کاظم عالمی                | ۱۳۹۱ ۲۰۱۳  | موسیقی لری بختیاری و به‌یاد مسعود بختیاری |
| پرنده              | صفا لطفی         | سیاوش قمیشی       | خشایار احمدیه (KC Bondar) | ۱۳۹۱ ۲۰۱۳  | همراه با سیاوش قمیشی                     |
| آغوش               | حمیدرضا صمدی     | بابک زرین         | راشا تقی‌پور               | ۱۳۹۲ ۲۰۱۳  |                                          |
| ترکم نکن           | مریم دلشاد       | بابک زرین         | بابک زرین                 | ۱۳۹۲ ۲۰۱۳  |                                          |
| هوای خونه          | رضا خواجوی       | معین و عارف شکوری | عارف شکوری                | ۱۳۹۲ ۲۰۱۴  |                                          |
| به تو مدیونم       | رضا خواجوی       | عارف شکوری        | عارف شکوری                | ۱۳۹۲ ۲۰۱۴  |                                          |
| تو که تموم دنیامی  | حمیدرضا صمدی     | بابک زرین         | پیام طونی                 | ۱۳۹۳ ۲۰۱۴  |                                          |
| شمال               | مریم دلشاد       | وحید پویان        | مهرداد احمدزاده           | ۱۳۹۴ ۲۰۱۵  |                                          |
| آتش دل             | حسن صدر سالک     | عبدالحسین برازنده | کاظم عالمی                | ۱۳۹۴ ۲۰۱۵  | به‌یاد جلال تاج اصفهانی                   |
| عاشق که بشی        | مریم دلشاد       | وحید پویان        | بهروز علیاری              | ۱۳۹۴ ۲۰۱۵  |                                          |
| بی‌تو نمی‌تونم       | رضا خواجوی       | عارف شکوری        | عارف شکوری                | ۱۳۹۴ ۲۰۱۵  |                                          |
| چه سالی بشه امسال  | مریم دلشاد       | مسعود امامی       | مهدی سفیدگر               | ۱۳۹۵ ۲۰۱۶  |                                          |
| کنار تو            | افشین یداللهی    | بابک زرین         | بابک زرین و عارف شکوری    | ۱۳۹۵ ۲۰۱۷  |                                          |
| به‌یاد سوسن         | بابک رادمنش      | بابک رادمنش       | عارف شکوری                | ۱۳۹۶ ۲۰۱۷  | بازخوانی ترانه «یادت میاد» به‌یاد سوسن    |
| جان من             | مریم دلشاد       | احسان نی‌زن        | مهرداد احمدزاده           | ۱۳۹۶ ۲۰۱۷  |                                          |
| دیوونگی نکن        | افشین یداللهی    | عارف شکوری        | عارف شکوری                | ۱۳۹۶ ۲۰۱۷  |                                          |
| سنگ خارا           | معینی کرمانشاهی  | علی تجویدی        | عماد شکوری                | ۱۳۹۶ ۲۰۱۸  | بازخوانی ترانه‌ای با همین نام از مرضیه    |
| شوق سفر            | فریدون علیخانی   | آرش شیرزاد        | الیاس شیرزاد              | ۱۳۹۷ ۲۰۱۸  |                                          |
| خونهٔ آرزو          | بابک بابایی      | وحید پویان        | سعید زمانی                | ۱۳۹۷ ۲۰۱۸  |                                          |
| همینجوری نمیمونه   | مریم دلشاد       | احسان نی‌زن        | سعید زمانی                | ۱۳۹۸ ۲۰۱۹  |                                          |
| با من بمون         | بابک صحرایی      | حامد حنیفی        | میلاد اکبری               | ۱۳۹۸ ۲۰۱۹  |                                          |
| دیوانه می‌رقصد      | مریم دلشاد       | علیرضا مهدوی      | فرهاد فرهادی              | ۱۴۰۰ ۲۰۲۱  |                                          |
| الهه ناز (آنپلاگد) | کریم فکور        | اکبر محسنی        |                           | ۱۴۰۰ ۲۰۲۱  |                                          |
| همدم (آنپلاگد)     | افشین مقدم       | علیرضا افکاری     |                           | ۱۴۰۰ ۲۰۲۱  |                                          |
| فقط تو             | امین‌رضا علی‌محمدی | عارف شکوری        | میلاد هاشمی               | ۱۴۰۰ ۲۰۲۲  |                                          |
| آدمیت              | فریدون مشیری     | کاظم عالمی        | کاظم عالمی                | ۱۴۰۱ ۲۰۲۳  |                                          |
| نرو                | امین‌رضا علی‌محمدی | حسین قربانی       | عارف شکوری، سجاد علیزاده  | ۱۴۰۲ ۲۰۲۳  |                                          |
| با تو              | مریم قاضی        | اسماعیل خانی      | عارف شکوری                | ۱۴۰۳ ۲۰۲۴  |                                          |